# Darko Kovačević
Darko Kovačević (szerbül: Дарко Ковачевић, Kevevára, 1973. november 18. –) szerb válogatott labdarúgó. Az UEFA-kupa 1999–2000-es sorozatának társgólkirálya 10 találattal.
A jugoszláv válogatott tagjaként részt vett az 1998-as világbajnokságon és a 2000-es Európa-bajnokságon.

## Sikerei, díjai
Crvena zvezda
- Jugoszláv bajnok (1): 1994–95
- Jugoszláv kupagyőztes (2): 1994–95, 1995–96

Juventus
- Intertotó-kupa győztes (1): 1999

Olimbiakósz
- Görög bajnok (1): 2007–08, 2008–09
- Görög kupagyőztes (2): 2007–08, 2008–09

Egyéni
- Az UEFA-kupa gólkirálya (1): 1999–2000 (10 gól)